# Jüdische Geschichte in Nordrhein-Westfalen
Mit der Geschichte jüdischen Lebens in Nordrhein-Westfalen, insbesondere auch Enteignungen, Deportation und Zwangsarbeit im Dritten Reich sowie der geschichtlichen Aufarbeitung, befassen sich folgende Einzelartikel:
| Kreis bzw. kreisfreie Stadt | Siehe                                                     |
| --------------------------- | --------------------------------------------------------- |
| Bielefeld                   | Jüdische Gemeinde Bielefeld                               |
| Bochum                      | Jüdisches Leben in Bochum Jüdisches Leben in Wattenscheid |
| Dortmund                    | Jüdische Gemeinde Dortmund                                |
| Düsseldorf                  | Jüdisches Leben in Düsseldorf                             |
| Ennepe-Ruhr-Kreis           | Jüdisches Leben in Hattingen Jüdisches Leben in Witten    |
| Gelsenkirchen               | Jüdisches Leben in Gelsenkirchen                          |
| Hagen                       | Jüdische Gemeinde Hagen                                   |
| Herne                       | Synagogengemeinde Wanne-Eickel                            |
| Hochsauerlandkreis          | Jüdische Gemeinde Brilon                                  |
| Köln                        | Jüdische Geschichte in Köln                               |
| Münster                     | Judentum in Münster                                       |
| Oberhausen                  | Jüdisches Leben in Oberhausen                             |
| Kreis Recklinghausen        | Jüdische Gemeinde Recklinghausen                          |
| Rhein-Sieg-Kreis            | Jüdische Gemeinde Honnef                                  |
| Kreis Wesel                 | Humberghaus in Dingden                                    |